# Équipe de Serbie olympique de football
Maillots
L'équipe de Serbie olympique de football  représente la Serbie dans les compétitions de football espoirs comme les Jeux olympiques d'été, où sont conviés les joueurs de moins de 23 ans.

## Parcours lors des Jeux olympiques
Depuis les Jeux olympiques d'été de 1992, le tournoi est joué par des joueurs de moins de 23 ans.
| Football aux Jeux olympiques | Football aux Jeux olympiques | Football aux Jeux olympiques | Football aux Jeux olympiques | Football aux Jeux olympiques | Football aux Jeux olympiques | Football aux Jeux olympiques | Football aux Jeux olympiques | Football aux Jeux olympiques |
| Année                        | Tour                         | Classement                   | J                            | G                            | N                            | P                            | Bp                           | Bc                           |
| ---------------------------- | ---------------------------- | ---------------------------- | ---------------------------- | ---------------------------- | ---------------------------- | ---------------------------- | ---------------------------- | ---------------------------- |
| 1896                         | Pas de Tournoi               | -                            | -                            | -                            | -                            | -                            | -                            | -                            |
| 1900                         | Non participant              | -                            | -                            | -                            | -                            | -                            | -                            | -                            |
| 1904                         | Non participant              | -                            | -                            | -                            | -                            | -                            | -                            | -                            |
| 1908                         | Non participant              | -                            | -                            | -                            | -                            | -                            | -                            | -                            |
| 1912                         | Non participant              | -                            | -                            | -                            | -                            | -                            | -                            | -                            |
| 1920                         | Non participant              | -                            | -                            | -                            | -                            | -                            | -                            | -                            |
| 1924                         | Non participant              | -                            | -                            | -                            | -                            | -                            | -                            | -                            |
| 1928                         | Non participant              | -                            | -                            | -                            | -                            | -                            | -                            | -                            |
| 1932                         | Pas de Tournoi               | -                            | -                            | -                            | -                            | -                            | -                            | -                            |
| 1936                         | Non participant              | -                            | -                            | -                            | -                            | -                            | -                            | -                            |
| 1948                         | Non participant              | -                            | -                            | -                            | -                            | -                            | -                            | -                            |
| 1952                         | Non participant              | -                            | -                            | -                            | -                            | -                            | -                            | -                            |
| 1956                         | Non participant              | -                            | -                            | -                            | -                            | -                            | -                            | -                            |
| 1960                         | Non participant              | -                            | -                            | -                            | -                            | -                            | -                            | -                            |
| 1964                         | Non participant              | -                            | -                            | -                            | -                            | -                            | -                            | -                            |
| 1968                         | Non participant              | -                            | -                            | -                            | -                            | -                            | -                            | -                            |
| 1972                         | Non participant              | -                            | -                            | -                            | -                            | -                            | -                            | -                            |
| 1976                         | Non participant              | -                            | -                            | -                            | -                            | -                            | -                            | -                            |
| 1980                         | Non participant              | -                            | -                            | -                            | -                            | -                            | -                            | -                            |
| 1984                         | Non participant              | -                            | -                            | -                            | -                            | -                            | -                            | -                            |
| 1988                         | Non participant              | -                            | -                            | -                            | -                            | -                            | -                            | -                            |
| 1992                         | Non qualifiée                | -                            | -                            | -                            | -                            | -                            | -                            | -                            |
| 1996                         | Suspendue                    | -                            | -                            | -                            | -                            | -                            | -                            | -                            |
| 2000                         | Non qualifiée                | -                            | -                            | -                            | -                            | -                            | -                            | -                            |
| 2004                         | 1er tour                     | 16                           | 3                            | 0                            | 0                            | 3                            | 3                            | 14                           |
| 2008                         | 1er tour                     | 12                           | 3                            | 0                            | 1                            | 2                            | 3                            | 7                            |
| 2012                         | Non qualifiée                | -                            | -                            | -                            | -                            | -                            | -                            | -                            |
| 2016                         | Non qualifiée                | -                            | -                            | -                            | -                            | -                            | -                            | -                            |
| 2021                         | Non qualifiée                | -                            | -                            | -                            | -                            | -                            | -                            | -                            |
| 2024                         | À venir                      | -                            | -                            | -                            | -                            | -                            | -                            | -                            |
| Total                        | 2/27                         | Aucune médaille              | 6                            | 0                            | 1                            | 5                            | 6                            | 21                           |

## Effectif 2008
| #          | Nom                  | Club                            | Âge      | Joués    | But inscrit | Averti   | Carton jaune · Carton jaune · Carton rouge | Carton rouge |
| Gardiens   | Gardiens             | Gardiens                        | Gardiens | Gardiens | Gardiens    | Gardiens | Gardiens                                   | Gardiens     |
| ---------- | -------------------- | ------------------------------- | -------- | -------- | ----------- | -------- | ------------------------------------------ | ------------ |
|            | Vladimir Stojković*  | Sporting Clube de Portugal      | 24       | 0        | 0           | 0        | 0                                          | 0            |
|            | Saša Stamenković     | Étoile rouge de Belgrade        | 23       | 0        | 0           | 0        | 0                                          | 0            |
|            | Željko Brkić         | FK Vojvodina Novi Sad           | 22       | 0        | 0           | 0        | 0                                          | 0            |
| Défenseurs |                      |                                 |          |          |             |          |                                            |              |
|            | Nenad Tomović        | Étoile rouge de Belgrade        | 20       | 0        | 0           | 0        | 0                                          | 0            |
|            | Gojko Kačar          | Hertha BSC Berlin               | 21       | 0        | 0           | 0        | 0                                          | 0            |
|            | Slobodan Rajković    | FC Twente                       | 19       | 0        | 0           | 0        | 0                                          | 0            |
|            | Duško Tošić          | Werder Brême                    | 23       | 0        | 0           | 0        | 0                                          | 0            |
|            | Aleksandar Kolarov   | Lazio de Rome                   | 22       | 0        | 0           | 0        | 0                                          | 0            |
|            | Marko Jovanović      | FK Partizan Belgrade            | 20       | 0        | 0           | 0        | 0                                          | 0            |
|            | Milan Vilotić        | FK Čukarički Stankom            | 21       | 0        | 0           | 0        | 0                                          | 0            |
| Milieux    |                      |                                 |          |          |             |          |                                            |              |
|            | Milan Smiljanić      | RCD Espanyol                    | 21       | 0        | 0           | 0        | 0                                          | 0            |
|            | Nikola Gulan         | ACF Fiorentina                  | 19       | 0        | 0           | 0        | 0                                          | 0            |
|            | Ljubomir Fejsa       | FK Partizan Belgrade            | 19       | 0        | 0           | 0        | 0                                          | 0            |
|            | Predrag Pavlović     | FK Napredak Kruševac            | 22       | 0        | 0           | 0        | 0                                          | 0            |
|            | Vladimir Bogdanović  | Étoile rouge de Belgrade        | 21       | 0        | 0           | 0        | 0                                          | 0            |
|            | Zoran Tošić          | FK Partizan Belgrade            | 21       | 0        | 0           | 0        | 0                                          | 0            |
|            | Dušan Tadić          | FK Vojvodina Novi Sad           | 19       | 0        | 0           | 0        | 0                                          | 0            |
|            | Stefan Babović       | FC Nantes                       | 21       | 0        | 0           | 0        | 0                                          | 0            |
|            | Aleksandar Živković* | Shandong Luneng                 | 31       | 0        | 0           | 0        | 0                                          | 0            |
| Attaquants |                      |                                 |          |          |             |          |                                            |              |
|            | Đorđe Rakić          | Red Bull Salzbourg              | 22       | 0        | 0           | 0        | 0                                          | 0            |
|            | Filip Đorđević       | FC Nantes                       | 20       | 0        | 0           | 0        | 0                                          | 0            |
|            | Andrija Kaluđerović  | OFK Belgrade                    | 21       | 0        | 0           | 0        | 0                                          | 0            |
|            | Miljan Mrdaković*    | Vitória Futebol Clube (Setúbal) | 26       | 0        | 0           | 0        | 0                                          | 0            |
| Entraîneur |                      |                                 |          |          |             |          |                                            |              |
|            | Miroslav Đukić       |                                 | 42       |          |             |          |                                            |              |